# Β-脲基异丁酸
β-脲基异丁酸（英語：β-Ureidoisobutyric acid）是一种含氮化合物，分子式C5H10N2O3，在体内是胸腺嘧啶的代谢产物。它可以被N-氨基甲酰基-β-丙氨酸酰胺水解酶水解为β-氨基异丁酸。